# Mater Dolorosa
Mater Dolorosa – obraz olejny przypisywany hiszpańskiemu malarzowi pochodzenia greckiego Dominikosowi Theotokopulosowi, znanemu jako El Greco. Obraz znajduje się w zbiorach Musée des Beaux-Arts de Strasbourg we Francji.
El Greco namalował bardzo wiele wizerunków Madonny, jednakże bardzo rzadko malował jej pół-portrety. W 1600 roku ukończył bizantyjską Matkę Miłosierdzia, godząc swój własny hiszpański styl z kreteńską tradycją ikonograficzną.

## Opis obrazu

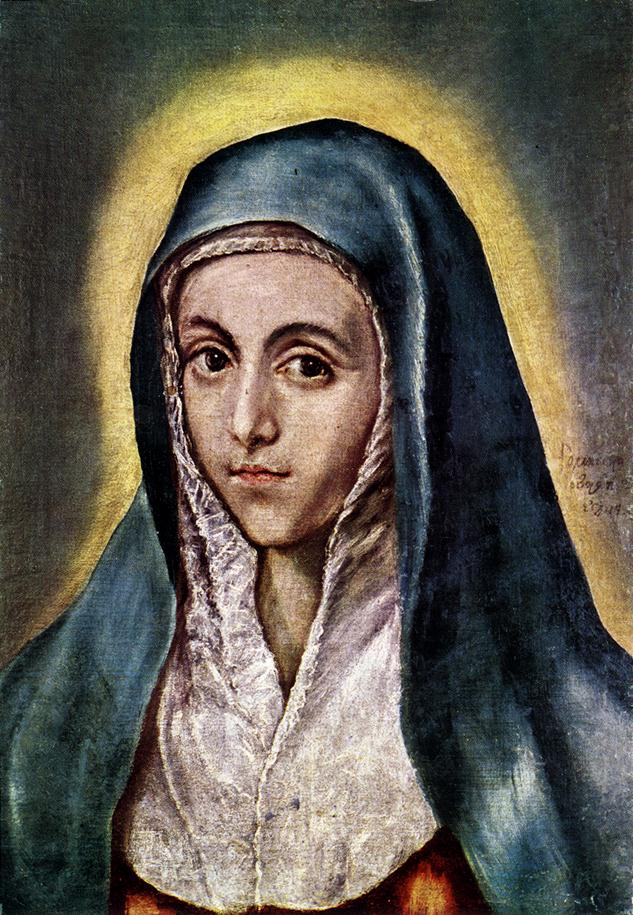
Mater Dolorosa, wersja powstała w latach 1594–1604 (52 × 41 cm), kolekcja Muzeum Prado

Madonna ma twarz bardzo młodej Hiszpanki, o czystym owalu zwężającym się ku brodzie, drobnych ściągniętych bladoróżowych ustach, szeroko otwartych dużych oczach i poważnym wzroku skupionym na widzu. Jej niewinność podkreśla przezroczysta biel chusty okalającej jej twarz. To spokojne pionowe ujecie wydłużonej twarzy i błękitna mantyla na głowie nawiązuje do malarstwa madonneri z rodzinnej wyspy artysty. Na wzór ikonografii bizantyjskiej wokół Madonny widoczna jest mandorla nieco zmieniona na wzór zachodni; El Greco namalował je jako łagodne białe światło wychodzące z samej Marii co nadaje jej bezcielesny wizerunek. Jej twarz jest przezroczysta, błękitnie cienie jakby przesycone światłem, biała, świetlista chusta jaśnieje również jakby własnym światłem, a biel ta kontrastując z twarzą pozostawia jej odrobinę kolorytu, który upodabnia ją choć trochę do ciała ludzkiego. Przezroczystość postaci stanie się główną cechą u większości kolejnych świętych jakich namaluje artysta. Madonna ma rysy ukochanej El Greca, Jeronimy de las Cuevas.
W 1604 roku El Greco namalował drugą wersję Madonny, obecnie znajdującej się w kolekcji Muzeum Prado. Wersja ze Strasburga trafiła do muzeum w 1893 roku i była darem angielskiego kolekcjonera, Sir Charlesa Robinsona.